# Эндогенные ингибиторы металлопротеиназ
Тканевые или эндогенные ингибиторы металлопротеиназ (TIMP) — семейство молекул, снижающих активность металлопротеиназ внеклеточного матрикса. У человека известно четыре эндогенных ингибитора металлопротеиназ — TIMP1, TIMP2, TIMP3, TIMP4.

## Генетика
Три гена, кодирующих белки TIMP-семейства, размещены внутри генов, кодирующих белки семейства синапсинов: в интроне гена SYN1 содержится TIMP1, внутри SYN2 содержится TIMP4, внутри SYN3 — TIMP3. Лишь TIMP2 в этом отношении проявляет самостоятельность. Такое расположение генов синапсинов и TIMP прослеживается начиная с Drosophila, что может свидетельствовать о пока неизвестной связи этих семейств.